# マーク・ゲティ
サー・マーク・ハリス・ゲティ（Sir Mark Harris Getty KBE、1960年7月9日 - ）は、イギリス出身の実業家である。1995年よりアイルランド国籍を有する。ゲッティイメージズを共同で創業し、会長を務める。

## 生涯
ジョン・ポール・ゲティ・ジュニアとその最初の妻、アビゲイル・ハリスとの間の次男として、イタリア・ローマで生まれた。ジャン・ポール・ゲティの孫にあたり、誘拐事件で有名になったジョン・ポール・ゲティ3世の弟である。
イングランドのトーントン・スクールを卒業後、オックスフォード大学セント・キャサリンズ・カレッジで哲学と政治学を学んだ。
大学卒業後はニューヨークの証券会社・キダー・ピーボディに入社した後、ロンドンのハンブロス銀行に移った。
1993年、一族が創業したエコツーリズム・ビジネスの企業、アンドビヨンド(andBeyond)に投資し、現在も同社の会長を務める。1994年、ジョナサン・クラインとともに、写真画像代理店のゲッティイメージズを創業した。
2003年、イングランド・バッキンガムシャーのワームスリー・パークを父から相続した。2008年から2016年まで、ロンドンのナショナル・ギャラリーの管理委員会会長を務めた。2017年、ローマ・ブリティッシュ・スクールの会長に就任した。